# Arctia atroabdominalis
Arctia atroabdominalis är en fjärilsart som beskrevs av Lorez 1904. Arctia atroabdominalis ingår i släktet Arctia och familjen björnspinnare. Inga underarter finns listade i Catalogue of Life.